# زاك تومسون (لاعب كرة قاعدة)
زاك تومسون (بالإنجليزية: Zack Thompson)‏ هو لاعب كرة قاعدة أمريكي، ولد في 28 أكتوبر 1997 في سلمي (إنديانا) في الولايات المتحدة.

## وصلات خارجية
- زاك تومسون على موقع دوري كرة القاعدة الرئيسي (الإنجليزية)
- زاك تومسون على موقعبيزبول رفرنس.كوم (الدوري الثانوي) (الإنجليزية)
- زاك تومسون على موقعبيزبول رفرنس.كوم (الدوري الثانوي) (الإنجليزية)
- زاك تومسون على موقع إي إس بي إن.كوم (أم.أل.بي) (الإنجليزية)
- زاك تومسون على موقع مشجعي الرسوم البيانية (الإنجليزية)